# Asón-Agüera
Die Comarca Asón-Agüera ist eine der zehn Comarcas in der autonomen Gemeinschaft Kantabrien. Sie wurde, wie alle Comarcas in der Autonomen Gemeinschaft Kantabrien, mit Wirkung zum 28. April 1999 eingerichtet.
Die Comarca umfasst neun Gemeinden auf einer Fläche von 561,28 km² mit dem Hauptort Ramales de la Victoria.

## Gemeinden
| Gemeinde               | Einwohner (2024) | Fläche km² | Dichte Einw./km² | Cod INE | Postleitzahl |
| ---------------------- | ---------------- | ---------- | ---------------- | ------- | ------------ |
| Ampuero                | 4.477            | 32,34      | 138              | 39002   | 39840        |
| Arredondo              | 477              | 46,83      | 10               | 39007   | 39813        |
| Guriezo                | 2.458            | 74,53      | 33               | 39030   | 39037        |
| Limpias                | 1.991            | 10,07      | 198              | 39038   | 39778, 39820 |
| Ramales de la Victoria | 3.061            | 32,97      | 93               | 39057   | 39800        |
| Rasines                | 970              | 42,89      | 23               | 39058   | 39860        |
| Ruesga                 | 829              | 87,96      | 9                | 39067   | 39815        |
| Soba                   | 1.076            | 214,16     | 5                | 39083   | 39538        |
| Valle de Villaverde    | 252              | 19,53      | 13               | 39101   | 39880        |
| Comarca Asón-Agüera    | 15.591           | 561,28     | 28               | –       | –            |